# اوی مورو
اوی مورو (انگلیسی: Xavi Moro؛ زادهٔ ۲۲ مهٔ ۱۹۷۵) بازیکن فوتبال اهل اسپانیا است.
از باشگاه‌هایی که در آن بازی کرده‌است می‌توان به باشگاه فوتبال هرکولس، باشگاه فوتبال بارسلونا سی، باشگاه فوتبال ایراکلیس ۱۹۰۸، باشگاه فوتبال کوردوبا، باشگاه فوتبال سابادل، و باشگاه فوتبال بارسلونا بی اشاره کرد.
وی همچنین در تیم‌های ملی فوتبال زیر ۱۸ سال اسپانیا و زیر ۱۹ سال اسپانیا بازی کرده‌است.